# Lista de consortes reais da Espanha
Consorte real é o cônjuge do monarca reinante. Consortes dos monarcas da Espanha não tem nenhum status constitucional ou poder, porém muitas tiveram grande influência sobre seus parceiros.

## Casa de Habsburgo
| Nome                                                                    | Retrato | Nascimento                                                                                            | Monarca                                     | Morte                          |
| ----------------------------------------------------------------------- | ------- | --- | ------------------------------------------- | ------------------------------ |
| Isabel de Portugal 11 de março de 1526 – 1 de maio de 1539              |         | 24 de outubro de 1503 filha de Manuel I de Portugal e Maria de Aragão                                 | Carlos I 11 de março de 1526 3 filhos       | 1 de maio de 1539 35 anos      |
| Maria I da Inglaterra 16 de janeiro de 1556 – 17 de novembro de 1558    |         | 18 de fevereiro de 1516 filha de Henrique VIII da Inglaterra e Catarina de Aragão                     | Filipe II 25 de julho de 1554 sem filhos    | 17 de novembro de 1558 42 anos |
| Isabel de Valois 22 de junho de 1559 – 3 de outubro de 1568             |         | 2 de abril de 1545 filha de Henrique II da França e Catarina de Médici                                | Filipe II 22 de junho de 1559 2 filhas      | 3 de outubro de 1568 23 anos   |
| Ana da Áustria 4 de maio de 1570 – 26 de outubro de 1580                |         | 1 de novembro de 1549 filha de Maximiliano II do Sacro Império Romano-Germânico e Maria da Espanha    | Filipe II 4 de maio de 1570 3 filhos        | 26 de outubro de 1580 30 anos  |
| Margarida da Áustria 18 de abril de 1599 – 3 de outubro de 1611         |         | 25 de dezembro de 1584 filha de Carlos II, Arquiduque da Áustria e Maria Ana da Baviera               | Filipe III 18 de abril de 1599 4 filhos     | 3 de outubro de 1611 26 anos   |
| Isabel da França 31 de março de 1621 – 6 de outubro de 1644             |         | 22 de novembro de 1602 filha de Henrique IV da França e Maria de Médici                               | Filipe IV 25 de novembro de 1615 2 filhos   | 6 de outubro de 1644 41 anos   |
| Maria Ana da Áustria 7 de outubro de 1649 – 17 de setembro de 1665      |         | 24 de dezembro de 1634 filha de Fernando III do Sacro Império Romano-Germânico e Maria Ana da Espanha | Filipe IV 7 de outubro de 1649 3 filhos     | 16 de maio de 1696 61 anos     |
| Maria Luísa de Orleães 19 de novembro de 1679 – 12 de fevereiro de 1689 |         | 26 de março de 1662 filha de Filipe I, Duque de Orleães e Henrique Ana da Inglaterra                  | Carlos II 19 de novembro de 1679 sem filhos | 12 de vereiro de 1689 26 anos  |
| Maria Ana de Neuburgo 14 de maio de 1690 – 1 de novembro de 1700        |         | 28 de outubro de 1667 filha de Filipe Guilherme, Eleitor Palatino e Isabel Amália de Hesse-Darmstadt  | Carlos II 14 de maio de 1690 sem filhos     | 16 de julho de 1740 72 anos    |

## Casa de Bourbon
| Nome                                                                  | Retrato | Nascimento                                                                                                  | Monarca                                      | Morte                           |
| --------------------------------------------------------------------- | ------- | --- | -------------------------------------------- | ------------------------------- |
| Maria Luísa de Saboia 2 de novembro de 1701 – 14 de fevereiro de 1714 |         | 17 de setembro de 1688 filha de Vítor Amadeu II, Duque de Saboia e Ana Maria de Orleães                     | Filipe V 2 de novembro de 1701 2 filhos      | 14 de fevereiro de 1714 25 anos |
| Isabel Farnésio 24 de dezembro de 1714 – 14 de janeiro de 1724        |         | 22 de outubro de 1692 filha de Eduardo Farnésio, Príncipe Hereditário de Parma e Doroteia Sofia de Neuburgo | Filipe V 24 de dezembro de 1714 6 filhos     | 11 de julho de 1766 73 anos     |
| Luísa Isabel de Orleães 15 de janeiro 1724– 6 de setembro de 1724     |         | 11 de dezembro de 1709 filha de Filipe II, Duque de Orleães e Francisca Maria da França                     | Luís I 20 de janeiro de 1722 sem filhos      | 16 de junho de 1742 32 anos     |
| Isabel Farnésio 6 de setembro de 1724 – 9 de julho de 1746            |         | 22 de outubro de 1692 filha de Eduardo Farnésio, Príncipe Hereditário de Parma e Doroteia Sofia de Neuburgo | Filipe V 24 de dezembro de 1714 6 filhos     | 11 de julho de 1766 73 anos     |
| Bárbara de Portugal 9 de julho de 1746 – 27 de agosto de 1758         |         | 4 de dezembro de 1711 filha de João V de Portugal e Maria Ana da Áustria                                    | Fernando VI 20 de janeiro de 1729 sem filhos | 27 de agosto de 1758 46 anos    |
| Maria Amália da Saxônia 10 de agosto de 1759 – 27 de setembro de 1760 |         | 24 de novembro de 1724 filha de Augusto III da Polônia e Maria Josefa da Áustria                            | Carlos III 31 de outubro de 1737 14 filhos   | 27 de setembro de 1760 35 anos  |
| Maria Luísa de Parma 14 de dezembro de 1788 – 19 de março de 1808     |         | 9 de dezembro de 1751 filha de Filipe, Duque de Parma e Luísa Isabel da França                              | Carlos IV 4 de setembro de 1765 14 filhos    | 2 de janeiro de 1819 67 anos    |

## Casa de Bonaparte
| Nome                                                     | Retrato | Nascimento                                                            | Monarca                             | Morte                      |
| -------------------------------------------------------- | ------- | --------------------------------------------------------------------- | ----------------------------------- | -------------------------- |
| Júlia Clary 1 de agosto de 1808 – 11 de dezembro de 1813 |         | 26 de dezembro de 1771 filha de François Clary e Françoise Rose Somis | José I 1 de agosto de 1794 3 filhas | 7 de abril de 1845 73 anos |

## Casa de Bourbon (1ª restauração)
| Nome                                                                             | Retrato | Nascimento                                                                                      | Monarca                                        | Morte                          |
| -------------------------------------------------------------------------------- | ------- | ----------------------------------------------------------------------------------------------- | ---------------------------------------------- | ------------------------------ |
| Maria Isabel de Portugal 29 de setembro de 1816 – 26 de dezembro de 1818         |         | 19 de maio de 1797 filha de João VI de Portugal e Carlota Joaquina da Espanha                   | Fernando VII 29 de setembro de 1816 sem filhos | 26 de dezembro de 1818 21 anos |
| Maria Josefa da Saxônia 20 de outubro de 1819 – 18 de maio de 1829               |         | 7 de dezembro de 1803 filha de Maximiliano, Príncipe Hereditário da Saxônia e Carolina de Parma | Fernando VII 20 de outubro de 1819 sem filhos  | 18 de maio de 1829 25 anos     |
| Maria Cristina das Duas Sicílias 11 de dezembro de 1829 – 29 de setembro de 1833 |         | 27 de abril de 1806 filha de Francisco I das Duas Sicílias e Maria Isabel da Espanha            | Fernando VII 11 de dezembro de 1829 2 filhas   | 22 de julho de 1878 72 anos    |
| Francisco de Assis de Espanha 10 de outubro de 1846 – 30 de outubro de 1868      |         | 13 de maio de 1822 filho de Francisco de Paula da Espanha e Luísa Carlota das Duas Sicílias     | Isabel II 10 de outubro de 1846 4 filhos       | 17 de abril de 1902 79 anos    |

## Casa de Saboia
Isabel foi deposta em 1868 e as Cortes introduziram uma nova dinastia. Amadeu foi deposto e deu início a Primeira República Espanhola.
| Nome                                                                     | Retrato | Nascimento                                                                                        | Monarca                              | Morte                         |
| ------------------------------------------------------------------------ | ------- | ------------------------------------------------------------------------------------------------- | ------------------------------------ | ----------------------------- |
| Maria Vitória dal Pozzo 16 de novembro de 1870 – 11 de fevereiro de 1873 |         | 9 de agosto de 1847 filha de Carlos Emanuel dal Pozzo, 5.º Príncipe de Cisterna e Luísa de Mérode | Amadeu I 30 de maio de 1863 3 filhos | 8 de novembro de 1876 29 anos |

## Casa de Bourbon (2ª restauração)
| Nome                                                                      | Retrato | Nascimento                                                                             | Monarca                                     | Morte                          |
| ------------------------------------------------------------------------- | ------- | -------------------------------------------------------------------------------------- | ------------------------------------------- | ------------------------------ |
| Maria das Mercedes de Orleães 23 de janeiro – 26 de junho de 1878         |         | 24 de junho de 1860 filha de Antônio, Duque de Montpensier e Luísa Fernanda da Espanha | Afonso XII 23 de janeiro de 1878 sem filhos | 26 de junho de 1878 18 anos    |
| Maria Cristina da Áustria 29 de novembro de 1879 – 25 de novembro de 1885 |         | 21 de julho de 1858 filha de Carlos Fernando da Áustria e Isabel Francisca da Áustria  | Afonso XII 29 de novembro de 1879 3 filhos  | 6 de fevereiro de 1929 70 anos |
| Vitória Eugénia de Battenberg 31 de maio de 1906 – 14 de abril de 1931    |         | 24 de outubro de 1887 filha de Henrique de Battenberg e Beatriz do Reino Unido         | Afonso XIII 31 de maio de 1906 6 filhos     | 15 de abril de 1969 81 anos    |

## Segunda República e Espanha Franquista (1931 - 1975)
Afonso XIII foi deposto e a Segunda República Espanhola foi implantada, morrendo em 1941. Seu filho, João, Conde de Barcelona, foi o herdeiro da coroa espanhola de 1941 até 1975, quando seu neto Juan Carlos assumiu o trono espanhol na terceira restauração Bourbon.

## Casa de Bourbon (3ª restauração)
| Nome                                                                     | Retrato | Nascimento                                                                                   | Monarca                                 | Morte |
| ------------------------------------------------------------------------ | ------- | -------------------------------------------------------------------------------------------- | --------------------------------------- | ----- |
| Sofia da Grécia e Dinamarca 22 de novembro de 1975 – 19 de junho de 2014 |         | 2 de novembro de 1938 filha de Paulo da Grécia e Frederica de Hanôver                        | Juan Carlos 14 de maio de 1962 3 filhos |       |
| Letícia Ortiz Rocasolano 19 de junho de 2014 – presente                  |         | 15 de setembro de 1972 filha de Jesús José Ortiz Álvarez e María Paloma Rocasolano Rodríguez | Filipe VI 22 de maio de 2004 2 filhas   |       |